# Marcel Boppe
 Marcel Boppe  (Boulogne-Billancourt, 2 juillet 1891 - Paris 16e, 13 juillet 1949) est un chirurgien français, spécialiste en orthopédie au Hôpitaux de Paris .

## Biographie
Selon une notice de la Société française d’orthopédie pédiatrique : « Chirurgien des hôpitaux de Paris. Personnage impressionnant. La mémoire prodigieuse, l’adresse, l’intelligence universelle, la force de travail, la force physique, le caractère bienveillant et parfois terrible, Marcel Boppe avait la chance, la grâce, de les posséder. » .
Boppe est interne en Médecine des Hôpitaux de Paris en 1914 .
Il est un pionnier dans le développement de la thérapeutique orthopédique et chirurgicale de la polio . Notamment en association étroite avec la fondatrice de la Colonie de Saint-Fargeau, Ellen Poidatz . Boppe est aussi enseignant et directeur de thèse pour des étudiants en chirurgie orthopédique durant les années 1930 .
Sa biographie est publiée dans Paris médical (revue scientifique) en 1950 . 